# Tony Stark (Universo Cinematográfico Marvel)
Anthony Edward Stark é um personagem fictício interpretado por Robert Downey Jr. na franquia de filmes do Universo Cinematográfico Marvel (UCM), baseado no personagem de mesmo nome da Marvel Comics e vulgarmente conhecido por seu pseudônimo, Homem de Ferro. Nos filmes, Stark se autodescreve como um "gênio, bilionário, playboy e filantropo" e é o CEO da Stark Industries. No início da franquia, ele é o principal fabricante de armas para as Forças Armadas dos Estados Unidos, até que ele muda de ideia e redireciona seu conhecimento técnico para a criação de armaduras mecanizadas que ele usa para se defender daqueles que ameaçam a paz em todo o mundo. Ele se torna um membro fundador e líder dos Vingadores.
Stark é uma das figuras centrais do UCM, tendo aparecido em nove filmes e na série de animação What If...? do Disney+. O personagem e a atuação de Downey foram creditados por ajudar a moldar o UCM como uma franquia de bilhões de dólares, com a evolução de Stark sendo frequentemente considerada o arco definidor da série.

## Conceito e criação
Tony Stark estreou pela primeira vez como um personagem de quadrinhos em Tales of Suspense #39 (capa datada de março de 1963), uma colaboração entre o editor e planejador de histórias Stan Lee, o roteirista Larry Lieber, o artista de histórias Don Heck e o artista da capa e designer de personagem Jack Kirby. Lee queria criar um personagem que iria contra o espírito da época e os leitores da Marvel. Lee baseou a aparência e personalidade deste playboy em Howard Hughes, que descreveu-o como "um dos homens mais pitorescos de nosso tempo. Ele foi um inventor, um aventureiro, um multimilionário, um mulherengo e, finalmente, um maluco". O traje original do personagem era um traje blindado cinza volumoso, substituído por uma versão dourada na segunda história (edição #40, abril de 1963), e redesenhado como uma armadura vermelha e dourada mais elegante na edição #48 (dezembro 1963) por Steve Ditko. Lee e Kirby incluíram o Homem de Ferro em The Avengers #1 (setembro de 1963) como um membro fundador da equipe de super-heróis. Em meados dos anos 2000, com um número de filmes feitos de outras propriedades da Marvel licenciados para outros estúdios, Kevin Feige percebeu que a Marvel ainda possuía os direitos dos membros principais dos Vingadores, que incluía o Homem de Ferro. Feige, um "fanboy" autodeclarado, imaginou criar um universo compartilhado, assim como os criadores Stan Lee e Jack Kirby haviam feito com seus quadrinhos no início dos anos 1960.
Jon Favreau, que foi selecionado para dirigir o primeiro filme do Homem de Ferro, sentiu que o passado de Downey o tornava uma escolha apropriada para o papel, e que o ator poderia fazer de Stark um "idiota simpático", mas também retratar uma autêntica jornada emocional uma vez que ele conquistasse o público. Em última análise, no entanto, Downey acabou sendo a escolha que o estúdio fez para o primeiro personagem em seu universo cinematográfico cada vez mais expansivo. Favreau também se sentiu atraído por Downey por sua atuação em Kiss Kiss Bang Bang (2005), com Downey conversando frequentemente com o diretor do filme, Shane Black, sobre o roteiro e o diálogo em Homem de Ferro.

## Biografia fictícia

### Juventude
Anthony Edward "Tony" Stark nasceu em 29 de maio de 1970, em Manhattan, Nova Iorque, filho de Howard Stark, um famoso inventor e empresário gênio, e Maria Stark, uma socialite e filantropa. Tendo crescido sob a supervisão do mordomo da família Edwin Jarvis, sua vida foi caracterizada por um relacionamento frio e sem afeto com seu pai. Vendo que seu filho poderia realizar grandes coisas, Howard tentou inspirá-lo com conversas constantes sobre seu próprio papel na criação do Capitão América. Em vez disso, isso deixou Stark amargurado, que sentia que seu pai tinha mais orgulho de suas criações do que de sua família. Um garoto prodígio brilhante e único, Stark frequentou o Instituto de Tecnologia de Massachusetts (MIT) por dois anos, começando aos 14 anos.
Em 16 de dezembro de 1991, quando Stark tinha 21 anos, seus pais foram para as Bahamas, mas planejavam parar no Pentágono para entregar o Soro do Super Soldado que Howard havia redesenvolvido. Em vez disso, ambos são mortos em um acidente de carro — mais tarde revelado ser um assassinato executado pelo Soldado Invernal, que foi controlado mentalmente pela Hidra para roubar o soro. Como resultado, Stark herdou a empresa de seu pai, tornando-se CEO da Stark Industries. Com o passar dos anos, ele se tornou conhecido como designer e inventor de armas e viveu um estilo de vida de playboy. Em uma festa de ano novo para o novo milênio, ele participou de uma conferência em Berna, onde conheceu os cientistas Maya Hansen, inventora do tratamento regenerativo experimental Extremis, e Aldrich Killian, rejeitando uma oferta para trabalhar para a I.M.A., de Killian.

### Tornando-se o Homem de Ferro

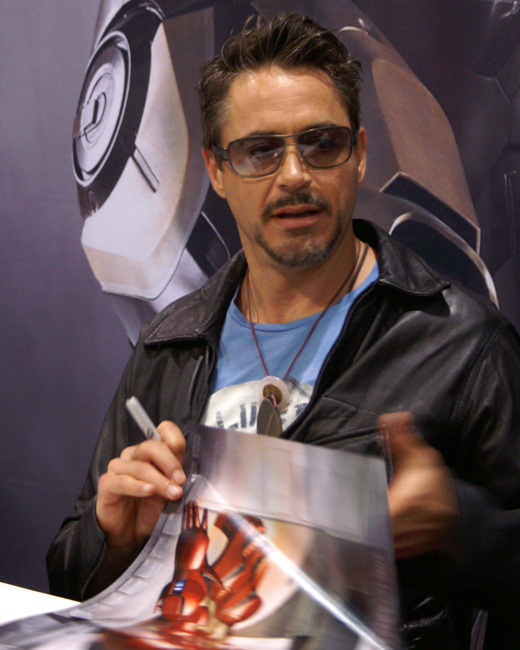
Robert Downey Jr. na Comic Con 2007, após ser escalado para o elenco de Homem de Ferro

Em 2008, Stark viaja para o Afeganistão devastado pela guerra com seu amigo e oficial de ligação militar, o tenente-coronel James Rhodes, para demonstrar o novo míssil "Jericho", de Stark. Após a demonstração, o comboio sofre uma emboscada e Stark é gravemente ferido e aprisionado por um grupo terrorista, os Dez Anéis. O companheiro prisioneiro Ho Yinsen, um médico, implanta um eletroímã no peito de Stark para evitar que fragmentos de estilhaços atinjam seu coração e o mate.
Stark e Yinsen secretamente constroem um pequeno e poderoso gerador elétrico chamado Reator Arc para alimentar o eletroímã de Stark e uma armadura elétrica. Quando os Dez Anéis atacam a oficina, Yinsen se sacrifica para desviá-los enquanto o traje é concluído. O blindado Stark luta para sair da caverna para encontrar o moribundo Yinsen, então queima as armas dos Dez Anéis com raiva e voa para longe, caindo no deserto. Resgatado por Rhodes, Stark retorna para casa para anunciar que sua empresa não fabricará mais armas. Em sua oficina em casa, Stark constrói uma versão mais elegante e poderosa de sua armadura improvisada, bem como um Reator Arc mais poderoso.
Stark descobre que Obadiah Stane tem traficado armas para criminosos em todo o mundo e está planejando um golpe para substituí-lo como CEO da Stark Industries. Stark, em sua nova armadura, voa para o Afeganistão e salva os aldeões. Stane embosca Stark em sua casa e tira o Reator Arc de seu peito, e é revelado que Stane foi o responsável pelo cativeiro de Stark. Stark consegue chegar ao seu reator original para substituí-lo e derrota Stane. No dia seguinte, em uma entrevista coletiva, Stark admite publicamente ser o "Homem de Ferro".

### Confronto com Ivan Vanko
Seis meses depois, em 2011, a fama de Stark cresceu e ele usa seu traje de Homem de Ferro para fins pacíficos, resistindo à pressão do governo para vender a sua tecnologia. Ele reinstitui a Stark Expo para continuar o legado de seu pai, mas descobre que o núcleo de paládio do Reator Arc que mantém Stark vivo e alimenta a armadura está lentamente envenenando-o. Cada vez mais imprudente e desanimado com sua morte iminente, ele nomeia Pepper Potts como CEO da Stark Industries.
Stark compete no Grande Prêmio Histórico de Mônaco e é atacado no meio da corrida por Ivan Vanko, que empunha chicotes eletrificados movidos por um Reator Arc em miniatura. Stark veste sua armadura Mark V e derrota Vanko, mas o traje está seriamente danificado. Em sua festa de aniversário, Stark fica bêbado enquanto usa o terno Mark IV. Rhodes veste a armadura de protótipo Mark II de Stark e tenta contê-lo. A luta termina em um impasse, então Rhodes confisca o Mark II para a Força Aérea dos Estados Unidos.
Stark descobre uma mensagem oculta de seu pai, um diagrama da estrutura de um novo elemento, que Stark sintetiza. Na Expo, o rival de Stark, Justin Hammer, revela os drones blindados de Vanko, liderados por Rhodes em uma versão fortemente armada da armadura Mark II. Stark chega na armadura Mark VI para avisar Rhodes, mas Vanko remotamente assume o controle dos drones e da armadura de Rhodes e ataca o Homem de Ferro. Stark e Rhodes juntos derrotam Vanko e seus drones. Depois de salvar Pepper Potts de um drone autodestrutivo, eles começam um relacionamento.

### Batalha de Nova Iorque
Em 2012, quando o asgardiano Loki chega e começa a ameaçar a Terra, apreendendo o Tesseract da S.H.I.E.L.D., Fury ativa a Iniciativa Vingadores e o Agente Phil Coulson visita Stark para que ele revise a pesquisa de Erik Selvig no Tesseract. Em Stuttgart, Steve Rogers e Loki lutam brevemente até Tony Stark aparecer em sua armadura do Homem de Ferro, resultando na rendição de Loki. Enquanto Loki está sendo escoltado para S.H.I.E.L.D., Thor chega e o liberta, na esperança de convencê-lo a abandonar seu plano e retornar para Asgard. Após um confronto com Stark e Rogers, Thor concorda em levar Loki para o porta-aviões voador da S.H.I.E.L.D., o Helicarrier.
Os Vingadores ficam divididos, tanto sobre como abordar Loki quanto sobre a revelação de que a S.H.I.E.L.D. planeja aproveitar o Tesseract para desenvolver armas. Os agentes possuídos por Loki atacam o Helicarrier, desativando um de seus motores em voo, que Stark e Rogers devem trabalhar para reiniciar. Loki escapa, e Stark e Rogers percebem que para Loki, simplesmente derrotá-los não será suficiente; ele precisa dominá-los publicamente para se validar como governante da Terra. Loki usa o Tesseract para abrir um buraco de minhoca na cidade de Nova Iorque acima da Torre dos Vingadores para permitir que a frota Chitauri no espaço invada. Os superiores de Fury no Conselho de Segurança Mundial tentam acabar com a invasão lançando um míssil nuclear em Midtown Manhattan. Stark intercepta o míssil e, em um aparente sacrifício de sua própria vida, leva-o pelo buraco de minhoca em direção à frota Chitauri. O míssil detona, destruindo a nave-mãe Chitauri e desativando suas forças na Terra. A armadura de Stark fica sem energia e ele cai de volta pelo buraco de minhoca, mas Hulk o salva de cair no chão. Stark e os outros Vingadores capturam Loki, e Thor assume a custódia dele.

### Perseguindo o Mandarim
Stark desenvolve transtorno de estresse pós-traumático (TEPT) após suas experiências durante a invasão alienígena, resultando em ataques de pânico. Inquieto, ele constrói várias dezenas de armaduras do Homem de Ferro, criando atrito com a sua namorada Pepper Potts. Sete meses após a invasão, Happy Hogan é gravemente ferido em uma de uma série de bombardeios por um terrorista conhecido apenas como Mandarim. Stark faz uma ameaça na televisão a ele, que destrói a casa de Stark em Malibu com helicópteros. Stark escapa em uma armadura do Homem de Ferro e cai na zona rural do Tennessee. Sua armadura experimental carece de energia suficiente para retornar à Califórnia, e o mundo acredita que ele está morto.
Stark rastreia o Mandarim até Miami e se infiltra em sua sede, onde descobre que o Mandarim era apenas um ator chamado Trevor Slattery. Aldrich Killian revela ser o verdadeiro Mandarim e captura Stark. Ele escapa e se reúne com Rhodes, descobrindo que Killian pretende atacar o presidente dos Estados Unidos, Ellis, a bordo da Força Aérea Um. Stark salva os passageiros sobreviventes e a tripulação, mas não pôde impedir Killian de sequestrar Ellis e destruir a Força Aérea Um. Killian pretende matar Ellis em uma plataforma de petróleo ao vivo na televisão. Na plataforma, Stark vai salvar Potts – que havia sido sequestrado e submetido a Extremis – e Rhodes salva o presidente. Stark convoca suas armaduras de Homem de Ferro, controlados remotamente por J.A.R.V.I.S., para fornecer suporte aéreo. Potts, tendo sobrevivido ao procedimento Extremis, mata Killian. Stark pede a J.A.R.V.I.S. que destrua remotamente todos as armaduras do Homem de Ferro como um sinal de sua devoção a Potts, e passa por uma cirurgia para remover os estilhaços incrustados perto de seu coração. Ele lança seu obsoleto Reator Arc torácico no mar, imaginando que sempre será o Homem de Ferro.

### Criação de Ultron
Em 2015, Stark e os Vingadores invadem uma instalação da Hidra comandada por Wolfgang von Strucker, que tem feito experiências com os irmãos Pietro e Wanda Maximoff usando o cetro anteriormente empunhado por Loki. Enquanto a equipe luta do lado de fora, Stark entra no laboratório e encontra o cetro, junto com os navios Chitauri da Batalha de Nova Iorque em construção. Wanda se esgueira por trás dele e usa seus poderes de manipulação da mente para dar a ele uma visão assustadora: a morte de todos os Vingadores, exceto ele. Stark desperta da visão e recupera o cetro de Loki.
Voltando à Torre dos Vingadores, Stark e Bruce Banner descobrem uma inteligência artificial dentro da gema do cetro e secretamente decidem usá-la para completar o programa de defesa global "Ultron", de Stark. Ultron, sendo inesperadamente sensível, elimina a I.A. de Stark, J.A.R.V.I.S., e ataca os Vingadores. Escapando com o cetro, Ultron constrói um exército de robôs drones, mata Strucker e recruta os Maximoffs, que responsabilizam Stark pela morte de seus pais pelas armas de sua empresa. Os Vingadores encontram e atacam Ultron em Joanesburgo, mas Wanda subjuga a maior parte da equipe com visões perturbadoras e personalizadas, fazendo com que Banner se transforme em Hulk e ataque todos, até Stark o parar com a sua armadura antiHulk.
Depois de se esconder na casa de Clint Barton, Nick Fury chega e encoraja Stark e os outros a formarem um plano para parar Ultron, que foi descoberto por ter forçado a amiga da equipe, Dra. Helen Cho, a aperfeiçoar um novo corpo para ele. Rogers, Barton e Natasha Romanoff encontram Ultron e recuperam o corpo sintético, mas Ultron captura Romanoff. Voltando à Torre dos Vingadores, os Vingadores lutam entre si quando Stark e Banner carregam secretamente J.A.R.V.I.S. — que ainda está operacional depois de se esconder de Ultron dentro da Internet — no corpo sintético. Thor retorna para ajudar a ativar o corpo, explicando que a joia em sua testa fazia parte de sua visão. Este "Visão" e os Maximoffs, agora do seu lado, acompanham Stark e os Vingadores para Sokovia, onde Ultron usou o vibranium restante para construir uma máquina para erguer parte da capital em direção ao céu, com a intenção de derrubá-la no chão para causar extinção global. Um dos drones de Ultron é capaz de ativar a máquina. A cidade despenca, mas Stark e Thor sobrecarregam a máquina e destroem a massa de terra. Os Vingadores estabelecem uma nova base no interior do estado de Nova Iorque, e Stark deixa a equipe.

### Tratado de Sokovia e consequências
Em 2016, o Secretário de Estado dos Estados Unidos, Thaddeus Ross, informa aos Vingadores que a Organização das Nações Unidas (ONU) está se preparando para aprovar o Tratado de Sokovia, que estabelecerão a supervisão da equipe pela ONU. Os Vingadores estão divididos: Stark apóia a supervisão por causa de seu papel na criação de Ultron e na devastação de Sokovia, enquanto Rogers tem mais fé em seu julgamento do que no de um governo. As circunstâncias levam Rogers e seu colega super-soldado Bucky Barnes — acusado de um ataque terrorista — a se tornarem desonestos, junto com Sam Wilson, Wanda Maximoff, Clint Barton e Scott Lang. Stark monta uma equipe composta por Natasha Romanoff, T'Challa, James Rhodes, Visão e Peter Parker para capturar os renegados no aeroporto de Leipzig/Halle. No entanto, durante a batalha, Rogers e Barnes conseguem escapar. Stark descobre que Barnes foi incriminado e convence Wilson a lhe dar o destino de Rogers. Sem informar Ross, Stark vai para a instalação da Hidra na Sibéria e estabelece uma trégua com Rogers e Barnes. Eles descobrem que os outros super soldados foram mortos por Helmut Zemo, que exibe imagens que revelam que Barnes matou os pais de Stark. Stark se volta contra eles, desmembrando o braço robótico de Barnes. Depois de uma luta intensa, Rogers finalmente consegue desativar a armadura do Homem de Ferro de Stark e parte com Barnes, deixando seu escudo para trás. Stark retorna a Nova Iorque para trabalhar no aparelho exoesquelético para as pernas para permitir que Rhodes volte a andar. Steve Rogers envia um telefone celular para Stark para manter contato, se necessário. Quando Ross liga informando que Barton e os outros escaparam, Stark se recusa a ajudar.
Dois meses depois, Peter Parker retoma seus estudos do ensino médio, com Stark dizendo que ele ainda não está pronto para se tornar um Vingador completo. Stark resgata Parker de quase se afogar após um encontro com Adrian Toomes e avisa a Parker contra mais envolvimento com os criminosos. Quando outra arma de Toomes falha durante uma luta com Parker e rasga a balsa de Staten Island pela metade, Stark ajuda Parker a salvar os passageiros antes de adverti-lo por sua imprudência e confiscar seu uniforme. Parker percebe que Toomes está planejando sequestrar um avião que transporta armas da Torre Stark para a nova sede da equipe. Depois que Parker frustra o plano e salva Toomes de uma explosão, Stark admite que estava errado sobre Parker e o convida para se tornar um Vingador em tempo integral, mas Parker recusa. Potts sai de uma coletiva de imprensa lotada, chamado para fazer o anúncio, e Stark decide usar a oportunidade para propor casamento a Potts. No final do filme, ele devolve o uniforme a Peter.

### Guerra Infinita
Em 2018, Stark e Potts estão em um parque da cidade de Nova Iorque discutindo sobre ter filhos, quando Banner, que havia desaparecido após a Batalha de Sokovia, pousa no Sanctum Sanctorum. Banner avisa a Stephen Strange, Wong e Stark de que o Titã louco Thanos planeja usar as Joias do Infinito para matar metade de toda a vida no universo. Ebony Maw e Cull Obsidian chegam para recuperar a Joia do Tempo, fazendo com que Strange, Stark, Wong e Parker os confrontem. Embora Cull Obsidian esteja incapacitado, Strange é capturado por Maw. Stark e Parker entram sorrateiramente na nave de Maw para resgatá-lo.
Depois de libertar Strange e matar Maw, o trio segue para o planeta natal de Thanos, Titã, onde se encontra com membros dos Guardiões da Galáxia. Eles formam um plano para confrontar Thanos e remover a Manopla do Infinito, mas Thanos domina o grupo e esfaqueia Stark no abdômen. Strange entrega a Joia do Tempo em troca de Thanos poupar Stark. Thanos pega a joia e parte para a Terra, recupera a joia final e ativa a Manopla do Infinito. Stark e Nebulosa, presos em Titã, observam enquanto Parker e os outros se transformam em pó.

### Assalto no tempo e sacrifício
Stark e Nebulosa são resgatados do espaço por Carol Danvers e devolvidos à Terra, onde Stark decide se aposentar e criar sua filha Morgan. Em 2023, quando Scott Lang levanta a hipótese de uma maneira de trazer de volta os desintegrados pelo estalo do Thanos, os Vingadores abordam Stark, que inicialmente se recusa, considerando a ideia perigosa. Apesar disso, ele examina o assunto em particular, descobre uma viagem no tempo e concorda em ajudar. Os Vingadores se reagrupam e planejam recuperar as Joias do Infinito do passado para desfazer as ações de Thanos. Viajando para 2012, Stark não consegue recuperar a Joia do Espaço após a Batalha de Nova Iorque e, em vez disso, volta para a década de 1970 para roubá-la de uma instalação da S.H.I.E.L.D., onde ele tem uma conversa significativa com uma versão mais jovem de seu pai, Howard.
Os Vingadores obtêm com sucesso todas as Joias do Infinito antes de retornarem ao presente. As joias são incorporadas a uma manopla feita por Stark, que Banner usa para ressuscitar àqueles que foram desintegrados por Thanos. No entanto, eles são seguidos por uma versão alternativa de Thanos e seu exército, que são convocados para 2023 por uma versão alternativa de Nebulosa. Durante a batalha que se seguiu, Thanos obtém a manopla de Stark e os dois lutam pelo controle dela. Thanos é capaz de dominar Stark antes de tentar outro estalo, mas descobre que Stark transferiu as Joias do Infinito para sua própria armadura. Stark executa um estalo para desintegrar Thanos e todas as suas forças e salvar o universo, mas se fere fatalmente no processo. Ele morre cercado por Rhodes, Parker e Potts.

### Legado
Oito meses depois, enquanto o mundo continua de luto por Stark, Parker recebe um óculos que podem acessar a inteligência artificial E.D.I.T.H. de Stark, com uma mensagem que o estabelece como o sucessor escolhido por Stark. Parker é, entretanto, enganado pelo descontente ex-funcionário da Stark Industries, Quentin Beck, a lhe dar os óculos, já que Parker o vê como um sucessor mais digno de Stark. Beck, liderando uma equipe de outros ex-funcionários da Stark Industries, como William Ginter Riva, e irritado por ter sido demitido por Stark, busca preencher a vaga deixada por Stark como Homem de Ferro usando o software que ele desenvolveu para Stark, B.A.R.F., para aumentar ilusões de criaturas conhecidas como Elementais, apresentando-se como um herói conhecido como 'Mysterio' ao 'derrotá-los'. Ele usa os óculos de Stark para conduzir ataques de drones em Londres, visando Parker. Parker eventualmente frustra os planos de Beck e retoma os óculos, enquanto projeta seu próprio traje do Homem-Aranha usando a tecnologia das Indústrias Stark, de maneira semelhante a Stark projetando sua primeira armadura do Homem de Ferro.

### What If...?
Em um universo alternativo de 2011, Nick Fury e Natasha Romanoff se encontram com Stark a fim de administrar uma solução medicinal temporária para o envenenamento de seu Reator Arc em curso. No entanto, Stark é morto quando Romanoff o injeta. Ela está implicada no assassinato até que ela e os outros Vingadores sejam assassinados também. Fury descobre que o culpado é Hank Pym.

## Aparições
Robert Downey Jr. interpreta Tony Stark nos filmes do Universo Cinematográfico Marvel, Iron Man (2008), Iron Man 2 (2010), The Avengers (2012), Iron Man 3 (2013), Avengers: Age of Ultron (2015), Captain America: Civil War (2016), Spider-Man: Homecoming (2017), Avengers: Infinity War (2018), e Avengers: Endgame (2019). Além disso, Downey faz uma aparição especial não creditada em The Incredible Hulk (2008).
Em Spider-Man: Far From Home (2019), Stark aparece em imagens de arquivos de Captain America: Civil War, e também em imagens de arquivos do curta-metragem The Consultant (2011). Imagens de arquivos do personagem também aparecem em "Glorious Purpose", o primeiro episódio da série de televisão Loki, do Disney+.
Em setembro de 2019, a Deadline Hollywood relatou que Downey iria aparecer em Black Widow (2021) em seu papel do UCM como Stark; uma versão inicial do roteiro incluía a cena final de Captain America: Civil War entre Stark e Natasha Romanoff. Isso não está no filme final, com a diretora Cate Shortland afirmando que ela e Kevin Feige decidiram não adicionar Stark ou qualquer outro herói ao filme para que Romanoff ficasse por conta própria, e o roteirista Eric Pearson acrescentou que foi determinado que a cena não acrescentava nada de novo à história.
Stark retorna na série de animação do Disney+ What If...?, embora Mick Wingert dê voz ao personagem em vez de Downey.